# Temnodontosaurus
 Temnodontosaurus  (griech. für „Schnitt-Zahn-Echse“ von temno ‚schneiden‘, odont ‚Zahn‘, sowie sauros ‚Echse‘) ist eine Gattung der Ichthyosaurier, eine Gruppe ausgestorbener Meeresreptilien, aus dem Unterjura (Hettangium – Toarcium) von Europa. Er war einer der marinen Haupt-Prädatoren des Unteren Juras.

## Merkmale
Temnodontosaurus ist mit einer Länge von 12 m ein großer Ichthyosaurier. Der Schädel ist breit und die Schnauze sehr robust. Die Vorderflosse besitzt 3 Finger und einen zusätzlichen postaxialen Finger. Die Hinterflosse misst 2/3 der Länge der Vorderflosse. Der Schwanzknick ist nur schwach ausgebildet mit weniger als 35°.

## Paläobiologie
Temnodontosaurus bevorzugte als Spitzenprädator des Jurameeres zum einen andere Wirbeltiere als Beute, zum anderen Kopffüßer. Dies wurde auch durch Funde mit erhaltenem Mageninhalt bestätigt. Je nach Art scheint sich die Beute zu unterscheiden. Die wohl zahnlose Art Temnodontosaurus azerguenisis wird eher kleine und weiche Beute bevorzugt haben. Da sich, bis auf die Zahnlosigkeit, der Körperbau nicht unterscheidet, bedeutet dies eine Entkoppelung der Beutepräferenz und des Jagdverhaltens. Insgesamt war Temnodontosaurus ein agiler Lauerjäger mit einem breiten ökologischem Spektrum.

## Paläoökologie
Zusammen mit Temnodontosaurus wurden häufig Kopffüßer wie zum Beispiel Hildoceras gefunden.

## Systematik und Taxonomie

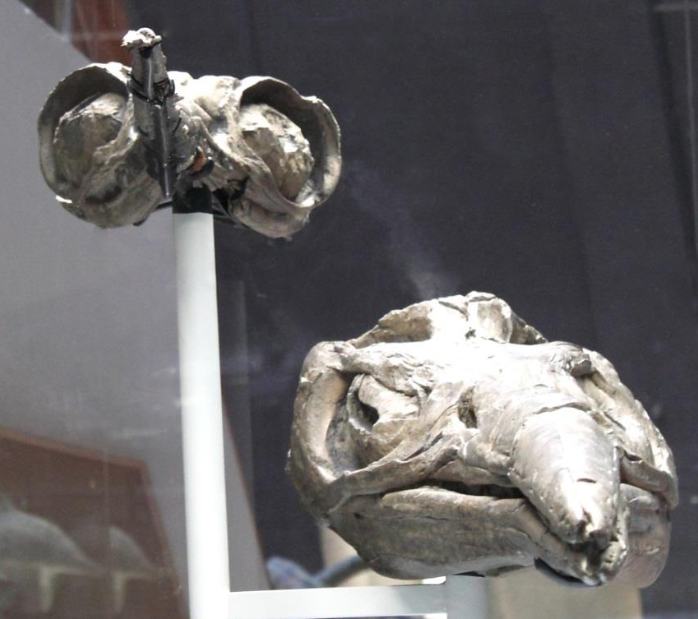
Schädel von Eurhinosaurus longirostris (oben) und Temnodontosaurus trigonodon (unten) im Staatlichen Museum für Naturkunde in Stuttgart in vorderer Ansicht

Das folgende Kladogramm stellt die Beziehungen zwischen Temnodontosaurus und den nächsten verwandten Taxa dar. Temnodontosaurus ist die basale Form der Neoichthyosauria. Suevoleviathan ist die Schwestergruppe zu den Thunnosauria.
|  | Leptonectes                                                      |
|  |                                                                  |
|  | \| \| Excalibosaurus \| \| \| \| \| \| Eurhinosaurus \| \| \| \| |
|  |                                                                  |
|  | Excalibosaurus                                                   |
|  |                                                                  |
|  | Eurhinosaurus                                                    |
|  |                                                                  |

|  | Excalibosaurus |
|  |                |
|  | Eurhinosaurus  |
|  |                |

|  | Leptonectes                                                      |
|  |                                                                  |
|  | \| \| Excalibosaurus \| \| \| \| \| \| Eurhinosaurus \| \| \| \| |
|  |                                                                  |
|  | Excalibosaurus                                                   |
|  |                                                                  |
|  | Eurhinosaurus                                                    |
|  |                                                                  |

|  | Excalibosaurus |
|  |                |
|  | Eurhinosaurus  |
|  |                |

|  | Suevoleviathan |
|  |                |
|  | Thunnosauria   |
|  |                |

|  | Leptonectes                                                      |
|  |                                                                  |
|  | \| \| Excalibosaurus \| \| \| \| \| \| Eurhinosaurus \| \| \| \| |
|  |                                                                  |
|  | Excalibosaurus                                                   |
|  |                                                                  |
|  | Eurhinosaurus                                                    |
|  |                                                                  |

|  | Excalibosaurus |
|  |                |
|  | Eurhinosaurus  |
|  |                |

|  | Leptonectes                                                      |
|  |                                                                  |
|  | \| \| Excalibosaurus \| \| \| \| \| \| Eurhinosaurus \| \| \| \| |
|  |                                                                  |
|  | Excalibosaurus                                                   |
|  |                                                                  |
|  | Eurhinosaurus                                                    |
|  |                                                                  |

|  | Excalibosaurus |
|  |                |
|  | Eurhinosaurus  |
|  |                |

|  | Suevoleviathan |
|  |                |
|  | Thunnosauria   |
|  |                |

|  | Leptonectes                                                      |
|  |                                                                  |
|  | \| \| Excalibosaurus \| \| \| \| \| \| Eurhinosaurus \| \| \| \| |
|  |                                                                  |
|  | Excalibosaurus                                                   |
|  |                                                                  |
|  | Eurhinosaurus                                                    |
|  |                                                                  |

|  | Excalibosaurus |
|  |                |
|  | Eurhinosaurus  |
|  |                |

|  | Leptonectes                                                      |
|  |                                                                  |
|  | \| \| Excalibosaurus \| \| \| \| \| \| Eurhinosaurus \| \| \| \| |
|  |                                                                  |
|  | Excalibosaurus                                                   |
|  |                                                                  |
|  | Eurhinosaurus                                                    |
|  |                                                                  |

|  | Excalibosaurus |
|  |                |
|  | Eurhinosaurus  |
|  |                |

|  | Suevoleviathan |
|  |                |
|  | Thunnosauria   |
|  |                |

|  | Leptonectes                                                      |
|  |                                                                  |
|  | \| \| Excalibosaurus \| \| \| \| \| \| Eurhinosaurus \| \| \| \| |
|  |                                                                  |
|  | Excalibosaurus                                                   |
|  |                                                                  |
|  | Eurhinosaurus                                                    |
|  |                                                                  |

|  | Excalibosaurus |
|  |                |
|  | Eurhinosaurus  |
|  |                |

|  | Leptonectes                                                      |
|  |                                                                  |
|  | \| \| Excalibosaurus \| \| \| \| \| \| Eurhinosaurus \| \| \| \| |
|  |                                                                  |
|  | Excalibosaurus                                                   |
|  |                                                                  |
|  | Eurhinosaurus                                                    |
|  |                                                                  |

|  | Excalibosaurus |
|  |                |
|  | Eurhinosaurus  |
|  |                |

|  | Suevoleviathan |
|  |                |
|  | Thunnosauria   |
|  |                |

## Geographische Verbreitung
Vertreter der Gattung Temnodontosaurus wurde an verschiedenen Orten in Europa gefunden: Temnodontosaurus platydon in Lyme Regis in Dorset (England) und in Herlikofen und Dußlingen in Deutschland, weitere Exemplare in Arlon in Belgien. Temnodontosaurus burgundiae wurde in Sainte-Colombe im Département Yonne, Frankreich, gefunden.

## Fossilbericht
Temnodontosaurus tritt erstmals im Oberen Hettangium und zuletzt im Unteren Toarcium auf (Unterjura).

## Auswahl an Museen mit Exemplaren

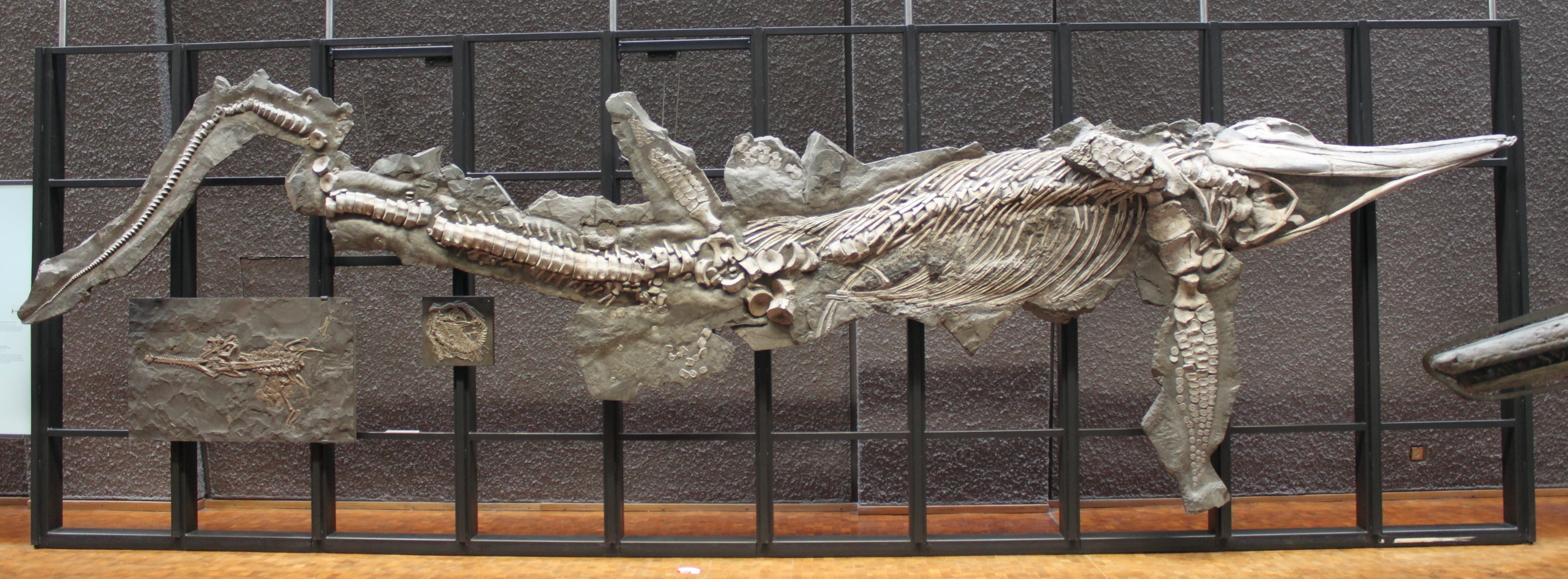
Temnodontosaurus im Staatlichen Museum für Naturkunde in Stuttgart

### Deutschland
- Museum am Löwentor in Stuttgart (Staatliches Museum für Naturkunde Stuttgart)
- Museum Kloster Banz

### Frankreich
- Muséum national d’histoire naturelle, Paris

### Großbritannien
- Natural History Museum in London
- Lyme Regis Museum, Lyme Regis in Dorset